# Good Humor-Breyers
Good Humor-Breyers (Ice Cream USA) — американское подразделение компании Unilever по производству мороженого со штаб-кварирой в Энглвуд Клиффс, штат Нью-Джерси, основанное в 1993 году.

## История
В 1961 году компания Unilever начала производить мороженое Good Humor в США. В 1992 году компания Unilever приобрела канадскую компанию по производству мороженого Dickie Dee. На момент продажи в 300 городах насчитывалось около 1500 трёхколесных велосипедов. В начале 2000-х годов компания Unilever прекратила выпуск велосипедов с мороженым, и тележки стали продаваться дистрибьюторам.
В 1993 году компания Unilever объявила о приобретении брендов Breyers и Sealtest у компании Kraft, которая, однако, сохранила использование названия для продуктов, не связанных с мороженым.
В 2007 году компания Unilever интегрировала своё подразделение по производству мороженого в свой главный офис в Энглвуд Клиффс, штат Нью-Джерси.

## Продукция
- Good Humor[6]
- Breyers[7][8]
- Choco Taco
- Klondike
- Popsicle
- Dickie Dee
- Sealtest